# Recepční zákon
Recepční zákon je zákon, kterým nový stát přebírá (recipuje) část nebo celý dosavadní právní řád, který na daném území platil. 
V českém právním řádu jsou významné zejména tyto:
- Zákon o zřízení samostatného státu československého, č. 11/1918 Sb. (článek 2)
- Dekret o obnovení právního pořádku, č. 11/1944 Úř. věst. čsl.
- Ústavní zákon o ratihabici dekretů, č. 57/1946 Sb.
- Zákon o době nesvobody, č. 480/1991 Sb. (§ 2)
- Ústava České republiky, č. 1/1993 Sb. (čl. 112)
- č. 4/1993 Sb. a č. 29/1993 Sb.